# Tony Conroy
Anthony Joseph Conroy, detto Tony (Saint Paul, 18 ottobre 1895 – Saint Paul, 11 gennaio 1978), è stato un hockeista su ghiaccio statunitense.

## Palmarès

### Olimpiadi
- Argento a Anversa 1920 nell'hockey su ghiaccio.